# PSR B1257+12
PSR B1257+12 (Lich)
is een pulsar, ongeveer 980 lichtjaar van ons vandaan in het sterrenbeeld Maagd. Er zijn vier exoplaneten gevonden die om deze ster draaien, één daarvan is nog niet bevestigd.

## Ontdekking
PSR B1257+12 is met de Arecibotelescoop in 1990 ontdekt door de Poolse astronoom Aleksander Wolszczan. De ster is een millisecondepulsar, een pulsar met een pulsperiode in de orde van de milliseconde. De ster draait elke 6,22 milliseconde om haar as.

## Planeten
In 1992 ontdekten Aleksander Wolszczan en Dale Frail twee planeten om de pulsar, PSR B1257+12A en PSR B1257+12B. Dit waren de eerste exoplaneten ooit bevestigd. De ontdekking verraste vele astronomen, omdat men niet verwachtte een exoplaneet te ontdekken die niet om een hoofdreeksster draait. Later werd er ook een derde planeet ontdekt. Waarschijnlijk zijn alle planeten rotsachtig.

## PSR B1257+12D
In 1996 werd er een Saturnus-achtige gasreus aangekondigd die om de pulsar zou draaien met een afstand van ongeveer veertig AE. De planeet bleek uiteindelijk echter niet te bestaan.
Later is er een ander object gevonden, die elke 3,6 jaar om de pulsar draait met een afstand van 3,6 AE. Dit object is echter zo klein, dat het niet eens een planeet kan worden genoemd. Als dit object wordt bevestigd, dan is het de eerste ooit bevestigde dwergplaneet buiten het Zonnestelsel. Het kan echter ook zijn dat PSR B1257+12D een grote planetoïde in een planetoïdengordel is.